# Jesús Capitán
Jesús Capitán Prada, conosciuto come Capi (Camas, 26 marzo 1977), è un allenatore di calcio ed ex calciatore spagnolo, di ruolo centrocampista, tecnico del Betis C.

## Carriera

### Giocatore

#### Club
Ha sempre giocato nel Betis Siviglia, tranne un'esperienza in prestito al Granada. Nel settore giovanile collezionò 97 presenze con 6 gol. Ha esordito in prima squadra il 26 maggio 1997 contro il Valencia.
Nella stagione 2004-2005, quella in cui il Betis arrivò quarto in campionato qualificandosii in Champions League, lui giocò solo 11 partite a causa di un infortunio.
Ha vinto la Coppa del Re in finale contro l'Osasuna l'11 giugno 2005 (2-1).

#### Nazionale
Conta 4 presenze con la nazionale spagnola. Ha esordito il 27 marzo 2002 contro i Paesi Bassi in un'amichevole giocata a Rotterdam (0-1).

### Allenatore
Nel luglio 2014 viene nominato allenatore in seconda del Real Betis Balompié B al fianco di Juan Merino.

## Statistiche

### Cronologia presenze e reti in nazionale
| Cronologia completa delle presenze e delle reti in nazionale ― Spagna | Cronologia completa delle presenze e delle reti in nazionale ― Spagna | Cronologia completa delle presenze e delle reti in nazionale ― Spagna | Cronologia completa delle presenze e delle reti in nazionale ― Spagna | Cronologia completa delle presenze e delle reti in nazionale ― Spagna | Cronologia completa delle presenze e delle reti in nazionale ― Spagna | Cronologia completa delle presenze e delle reti in nazionale ― Spagna | Cronologia completa delle presenze e delle reti in nazionale ― Spagna |
| Data                                                                  | Città                                                                 | In casa                                                               | Risultato                                                             | Ospiti                                                                | Competizione                                                          | Reti                                                                  | Note                                                                  |
| --------------------------------------------------------------------- | --------------------------------------------------------------------- | --------------------------------------------------------------------- | --------------------------------------------------------------------- | --------------------------------------------------------------------- | --------------------------------------------------------------------- | --------------------------------------------------------------------- | --------------------------------------------------------------------- |
| 27-3-2002                                                             | Rotterdam                                                             | Paesi Bassi                                                           | 1 – 0                                                                 | Spagna                                                                | Amichevole                                                            | -                                                                     | 46’                                                                   |
| 12-10-2002                                                            | Albacete                                                              | Spagna                                                                | 3 – 0                                                                 | Irlanda del Nord                                                      | Qual. Euro 2004                                                       | -                                                                     | 83’                                                                   |
| 16-10-2002                                                            | Logroño                                                               | Spagna                                                                | 0 – 0                                                                 | Paraguay                                                              | Amichevole                                                            | -                                                                     |                                                                       |
| 20-11-2002                                                            | Granada                                                               | Spagna                                                                | 1 – 0                                                                 | Bulgaria                                                              | Amichevole                                                            | -                                                                     | 56’                                                                   |
| Totale                                                                |                                                                       | Presenze                                                              | 4                                                                     |                                                                       | Reti                                                                  | 0                                                                     |                                                                       |

## Palmarès

### Club

#### Competizioni nazionali
- Coppa di Spagna: 1

Betis: 2004-2005